# 粗腰蜻蜓
粗腰蜻蜓（學名：Acisoma panorpoides），又名錐腹蜻，是一種蜻蜓。它們分佈在阿爾及利亞、安哥拉、波斯尼亞、布吉納法索、喀麥隆、乍得、科特迪瓦、埃及、赤道畿內亞、埃塞俄比亞、岡比亞、加納、畿內亞、印度、利比里亞、利比亞、馬達加斯加、馬拉威、馬里、莫桑比克、納米比亞、尼日利亞、塞內加爾、塞拉利昂、南非、多哥、烏干達、贊比亞及津巴布韋，也有可能在蒲隆地、肯雅及坦桑尼亞出沒。它們棲息在亞熱帶或熱帶的潮濕低地森林、大草原、叢林、河流、濕地、沼澤、湖泊及淡水泉。